# 大谷映美里
大谷映美里（日语：／ Ōtani Emiri */?，1998年3月15日—）是日本偶像藝人，為女子聲優組合=LOVE成員，東京都出身，女子偶像組合Akishibu project的前成員。

## 概要
2013年1月22日，大谷通過Akishibu project的徵選，成為組合的創始成員。2015年10月12日，她與成員計良日向子、石川夏海作為代表出席了在東京都Laforet原宿舉行的偶像聯合演唱會「iCON DOLL LOUNGE」。2016年3月9日，她宣佈畢業。4月17日，Akishibu project在東京都多摩市三麗鷗彩虹樂園舉行的特別公演是她的畢業公演。
2017年4月29日，大谷作為=LOVE的成員，首次公開亮相。9月4日，她與成員高松瞳、野口衣織一同登上雜誌《週刊Playboy》，並且首次披露了其泳裝照。10月25日，她開設了個人Instagram，成為當時隊內唯一有個人SNS的成員。12月4日，她首次單獨登上漫畫雜誌《週刊Young Magazine》，披露了其比基尼照。2018年9月5日，大谷首次獲邀參加在千葉縣千葉市幕張展覽館舉行的時裝秀Girls Award。10月23日，她首次登上時尚雜誌《Ray》。10月1日開始，她成為DHC電視台節目《DHC研磨美麗！Extreme Beauty》的常規班底。11月5日，她與成員山本杏奈在立教大學舉行對談。

## 個人
大谷的興趣是鑑賞偶像、化妝和研究時尚潮流，特長是和服着付、拿杯（ジョッキ持ち），愛吃拉麵二郎。她憧憬的聲優和偶像分別是小倉唯和前SUPER☆GiRLS成員前島亞美，喜歡的動畫角色則是《偶像宣言》的月島KIRARI，喜歡的時尚品牌是snidel、ZARA、Lily Brown（リリーブラウン）和Honey Cinnamon等等。

## 媒體演出

### 廣播節目
- 我們都是Gocha-maze!～集合的Yanyan～（日语：オレたちゴチャ・まぜっ!〜集まれヤンヤン〜）（2019年4月20日 - 2020年4月18日，MBS電台） - 第11期Yanyan Girls成員

## 外部連結

### Akishibu project
- 大谷映美里@アキシブ
- アキシブProject 大谷映美里オフィシャルブログ「*みりにゃの日記*

### =LOVE
- 大谷 映美里的X（前Twitter）
- 大谷 映美里的Instagram帳戶
- 大谷 映美里（=LOVE）的SHOWROOM專頁